# Kent Hughes
Kent Hughes (* 21. Januar 1970 in Montréal, Québec) ist ein kanadischer Eishockeyfunktionär. Seit Januar 2022 fungiert er als General Manager der Canadiens de Montréal aus der National Hockey League (NHL).

## Karriere
Kent Hughes wurde in Montréal geboren und wuchs in dessen Vorort Beaconsfield auf. Er studierte zuerst am Middlebury College, schloss dort 1992 mit einem Bachelor of Arts ab und lief für dessen Eishockeyteam in der dritten Division der National Collegiate Athletic Association (NCAA) auf. Eine Karriere als Spieler verfolgte er jedoch nicht, stattdessen erwarb er 1996 einen Master of Laws am Boston College. Anschließend war er über viele Jahre als Spieleragent tätig und betreute in dieser Funktion zahlreiche namhafte Spieler der National Hockey League (NHL), darunter Vincent Lecavalier, Patrice Bergeron oder Kris Letang.
Im Januar 2022 wurde Hughes überraschend als neuer General Manager der Canadiens de Montréal vorgestellt. Er und Jeff Gorton, der bei den Canadiens die Entscheidung über den neuen „GM“ fällte, kannten sich aus ihrer Zeit in Boston.

## Familie
Hughes ist verheiratet und Vater dreier Kinder. Zwei Söhne sind ebenfalls Eishockeyspieler: Riley Hughes (* 2000) wurde im NHL Entry Draft 2018 an 216. von den New York Rangers (und Jeff Gorton als General Manager) ausgewählt, Jack Hughes im NHL Entry Draft 2022 an 51. Position von den Los Angeles Kings. Darüber hinaus war Hughes’ Bruder Ryan Hughes ebenfalls als Eishockeyspieler aktiv und bestritt unter anderem drei NHL-Partien für die Boston Bruins.